# 美食之都
美食之都（City of Gastronomy）是聯合國教科文組織（UNESCO）創意城市網絡（Creative Cities Network）的一個項目，於2004年啟動。該網絡將成員城市組織於七個創意領域中，包括手工藝與民間藝術、設計、電影、美食、文學、媒體藝術和音樂。

## 評選標準
申請成為「美食之都」的城市必須符合聯合國教科文組織設定的多項標準：
- 具有發展良好且具地方特色的美食文化；
- 擁有活躍的美食社群，包括眾多傳統餐廳與廚師；
- 在傳統烹飪中使用本地原生食材；
- 當地知識、傳統的烹飪實踐和技藝歷經工業／科技進步後仍被保存；
- 擁有傳統食品市場及產業；
- 有舉辦美食節、比賽、獎項等活動的傳統；
- 尊重環境，推廣可持續在地產品；
- 培養公眾對飲食的欣賞，推廣營養教育，並在烹飪學校課程中納入生物多樣性保育的內容。

城市需提交申請，由UNESCO審查，每四年進行一次複審。

## 美食之都列表
以下城市因其獨特的美食文化而被聯合國教科文組織認可為美食之都：
| 城市             | 國家         | 年份 | 備註 |
| ---------------- | ------------ | ---- | --- |
| 阿夫約卡拉希薩爾 | 土耳其       | 2019 | 因其在食品生產與畜牧業中的主要產業，以及生產土耳其軟糖和奶油起司而聞名。 |
| 阿爾巴           | 義大利       | 2017 | 以其白松露和葡萄園、年度白松露節，以及在慢食運動發展中的角色著稱。 |
| 阿雷基帕         | 秘魯         | 2019 | |
| 邦賧             | 柬埔寨       | 2023 | |
| 貝倫             | 巴西         | 2015 | |
| 貝洛奧里藏特     | 巴西         | 2019 | 以咖啡產業和文化以及多元文化融合影響其美食聞名。 |
| 本迪戈           |              | 2019 | |
| 貝爾加莫         | 義大利       | 2019 | 以乳酪製作歷史著名，知名獲獎乳酪產品及其他傳統食品生產，倡導食品生產的可持續性，支持農民及傳統農業方式著稱。 |
| 卑爾根           | 挪威         | 2015 | 以其悠久的海產貿易歷史及有機可持續的海鮮美食文化知名。 |
| 博希孔           |              | 2021 | 位於貝寧經濟樞紐，生產調味料和醬料，並促進美食活動和組織的發展。 |
| 布埃納文圖拉     | 哥伦比亚     | 2017 | 以當地非裔哥倫比亞人族群的美食、水果與海鮮生產聞名，並通過美食促進哥倫比亞衝突後的療癒。 |
| 布賴達           | 沙烏地阿拉伯 | 2021 | |
| 布爾戈斯         | 西班牙       | 2015 | 自2013年起被稱為西班牙美食之都，因其可持續的美食產業，吸納城市26%人口就業。 |
| 潮州             | 中國         | 2023 | |
| 成都             | 中國         | 2010 | 四川菜的發源地，以麻婆豆腐、擔擔麵等菜餚聞名，並擁有獨特且充滿活力的茶館文化。 |
| 科恰班巴         | 玻利维亚     | 2017 | 安第斯地區最重要的穀物生產中心，勞動力三分之一從事此業，並採用可持續方法。 |
| 德尼亞           | 西班牙       | 2015 | |
| 恩塞納達         | 墨西哥       | 2015 | 以蓬勃的葡萄酒和漁業產業著稱，恩塞納達地區生產墨西哥90%的葡萄酒，且是墨西哥第二大重要港口所在地。 |
| 弗洛里亞諾波利斯 | 巴西         | 2014 | 以年度美食節與歷史悠久的牡蠣產業聞名。 |
| 弗里堡           | 瑞士         | 2023 | |
| 江陵市           |              | 2023 | |
| 加濟安泰普       | 土耳其       | 2015 | 谷物、香料、乾果和開心果產業對當地經濟重要，並在可再生及可持續食品生產上創新。 |
| 哈塔伊           | 土耳其       | 2019 | 因香料貿易中心的豐富美食，以及婦女與難民在食品產業中的賦權活動而著名。 |
| 伊拉克利翁       | 希腊         | 2023 | |
| 淮安             | 中國         | 2021 | |
| 海得拉巴         | 印度         | 2019 | 以融合當地泰盧固菜與印度穆斯林料理的獨特海得拉巴美食聞名，該美食透過城市的餐館和市集網絡推廣，並在齋戒月和巴圖卡瑪等節慶中慶祝。                                                                                     |
| 伊洛伊洛市       | 菲律賓       | 2023 | 以多元傳統與現代化料理聞名，擅用原住民食材，培育獨特美食，被譽為「菲律賓的美食天堂」，著名菜式包括拉帕茲燴麵、潘席莫洛、咖啡豬角肉、雞湯煮椰子雞、雜菜湯、牛骨湯、雞肉烤、生魚沙拉及多種米飯和玉米為基底的傳統甜品。 |
| 全州市           |              | 2012 | 因地理位置，長期以來生產米、魚、鹹魚與野菜，且透過地方教育支持傳統食品文化的發展。 |
| 凱塞利           | 土耳其       | 2022 | |
| 克爾曼沙赫       | 伊朗         | 2021 | 多元民族混合的料理與菜餚，舉辦超過45場本地美食相關活動。 |
| 古晉             | 马来西亚     | 2021 | 為區內原住民與東南亞其他地區貿易及烹飪發展中心，通過傳統食品市集和推廣原住民料理聞名。 |
| 藍卡然           |              | 2021 | 南高加索的美食中心，擁有茶葉、蔬菜、稻米、柑橘栽培以及畜牧、漁業、養蜂與穀物農業的歷史產業，並在當地活動中傳承。 |
| 倫塞斯頓         |              | 2021 | |
| 澳門             | 中國         | 2017 | 融合廣東菜與葡萄牙料理特色，如融合來自非洲及亞洲食材的非洲雞，並舉辦澳門美食節及其他美食活動。 |
| 梅里達           | 墨西哥       | 2019 | 多樣的美食節與計畫，發展並保存原住民瑪雅美食文化以增強原住民族群。 |
| 厄斯特松德       | 瑞典         | 2010 | 基於自然環境的永續美食文化廣為人知。 |
| 赫馬努斯         | 南非         | 2019 | 以葡萄酒產業、美食藝術活動及推廣永續食品生產（如養殖鮑魚以減輕海洋生態壓力）著稱。 |
| 恩孔桑巴         | 喀麦隆       | 2023 | |
| 波爾托維耶霍     |              | 2019 | 擁有豐富的農業和海洋產業，並在2016年地震後推動烹飪發展。 |
| 巴拿馬市         | 巴拿马       | 2017 | 豐富的烹飪歷史及發展通過美食促進社會責任的組織。 |
| 帕拉蒂           | 巴西         | 2017 | 葡萄牙、原住民及非洲文化融合，創造巴西著名料理如paçoca和炒豆粉，並以傳統甘蔗酒生產聞名。 |
| 帕爾馬           | 義大利       | 2015 | 「意大利美食谷」的美食中心，30.5%人口從事永續美食與農業食品產業。 |
| 北標             | 泰國         | 2021 | |
| 普吉             | 泰國         | 2015 | 普吉島料理的中心。 |
| 波帕揚           | 哥伦比亚     | 2005 | |
| 拉什特           | 伊朗         | 2015 | |
| 盧昂             | 法國         | 2021 | 通過推廣當地麵包與海洋美食，發展成諾曼第的文化中心。 |
| 聖彼得堡         | 俄羅斯       | 2021 | |
| 聖安東尼奧       | 美国         | 2017 | 在融合式德州墨西哥菜發展及美國墨西哥料理中扮演重要角色。 |
| 費拉聖瑪利亞     | 葡萄牙       | 2021 | |
| 順德             | 中國         | 2014 | 珠江三角洲廣東菜的發源地之一，烹飪創新和發展由活躍的經濟與文化氛圍推動。 |
| 塞薩洛尼基       | 希腊         | 2021 | 以新鮮食材、生產費塔起司、希臘優格及橄欖油著稱，並在各種活動中推廣這些產品。 |
| 鶴岡             | 日本         | 2014 | 山地生產蘑菇、竹筍、毛豆和稻米，海洋提供海產品，對城市發展及歷史有重要影響。 |
| 圖森             | 美国         | 2015 | 以其索諾蘭墨西哥料理文化及發展聞名。 |
| 臼杵             | 日本         | 2021 | 生產味噌、醬油、清酒及燒酎，並在全球慢食運動中有重要地位。 |
| 揚州             | 中國         | 2019 | 淮揚菜的發源地，舉辦超過100場以美食為主題的節慶、會議和展覽，推廣其美食文化遺產。 |
| 扎赫勒           | 黎巴嫩       | 2013 | 因其葡萄種植、葡萄酒及阿拉克酒生產及對美食歷史的慶典聞名。 |

## 外部連接
- Creative Cities Map, UNESCO.